# Nowaczkowo
Nowaczkowo – wieś w Polsce położona w województwie kujawsko-pomorskim, w powiecie bydgoskim, w gminie Sicienko.

## Podział administracyjny
W latach 1975–1998 miejscowość administracyjnie należała do województwa bydgoskiego.

## Demografia
Według Narodowego Spisu Powszechnego (III 2021 r.) miejscowość liczyła 104 mieszkańców. Jest dziewiętnastą co do wielkości miejscowością gminy Sicienko.

## Dawne cmentarze
Na terenie wsi zlokalizowany jest nieczynny cmentarz ewangelicki.